# Mburamazi (vattendrag i Burundi, Karuzi)
Mburamazi är ett vattendrag i Burundi.   Det ligger i provinsen Karuzi, i den centrala delen av landet, 70 kilometer öster om huvudstaden Bujumbura.
Omgivningarna runt Mburamazi är en mosaik av jordbruksmark och naturlig växtlighet. Runt Mburamazi är det ganska tätbefolkat, med 230 invånare per kvadratkilometer.